# Argia fraudatricula
Argia fraudatricula är en trollsländeart som beskrevs av W. Foerster 1914. Argia fraudatricula ingår i släktet Argia och familjen dammflicksländor. Inga underarter finns listade i Catalogue of Life.